# Zeuxia zejana
Zeuxia zejana là một loài ruồi trong họ Tachinidae.